# Elite Hotel
| Recensione                        | Giudizio        |
| --------------------------------- | --------------- |
| AllMusic                          | [ 2 ]           |
| Robert Christgau                  | C+              |
| The New Rolling Stone Album Guide | [ 4 ]           |
| Sputnikmusic                      | 3.9 (Excellent) |
| Dizionario del Pop-Rock           | [ 6 ]           |
| 24.000 dischi                     | [ 7 ]           |

Elite Hotel è un album discografico in studio della cantante statunitense Emmylou Harris, pubblicato nel dicembre del 1975.

## Tracce
Lato A
1. Amarillo – 3:05 (Emmylou Harris, Rodney Crowell)
2. Together Again – 3:56 (Buck Owens)
3. Feelin' Single, Seein' Double – 2:34 (Wayne Kemp)
4. Sin City – 3:57 (Gram Parsons, Chris Hillman)
5. One of These Days – 3:03 (Earl Montgomery)
6. Till I Gain Control Again – 5:40 (Rodney Crowell)

Lato B
1. Here, There and Everywhere – 3:59 (John Lennon, Paul McCartney)
2. Ooh Las Vegas – 3:47 (Gram Parsons, Ric Grech)
3. Sweet Dreams – 4:03 (Don Gibson)
4. Jambalaya (On the Bayou) – 3:05 (Hank Williams)
5. Satan's Jewel Crown – 3:13 (Edgar L. Eden; arrangiamenti di: John Starling e Fayssoux Starling)
6. Wheels – 3:13 (Chris Hillman, Gram Parsons)

Edizione CD del 2004, pubblicato dalla Warner Bros. Records (R2 78109)
1. Amarillo – 3:01 (Emmylou Harris, Rodney Crowell)
2. Together Again – 3:54 (Buck Owens)
3. Feelin' Single, Seein' Double – 2:28 (Wayne Kemp)
4. Sin City – 3:55 (Gram Parsons, Chris Hillman)
5. One of These Days – 3:04 (Earl Montgomery)
6. Till I Gain Control Again – 5:36 (Rodney Crowell)
7. Here, There and Everywhere – 3:42 (John Lennon, Paul McCartney)
8. Ooh Las Vegas – 3:44 (Gram Parsons, Ric Grech)
9. Sweet Dreams – 4:08 (Don Gibson)
10. Jambalaya – 3:10 (Hank Williams)
11. Satan's Jewel Crown – 3:14 (Edgar L. Eden)
12. Wheels – 3:16 (Chris Hillman, Gram Parsons)
13. You're Running Wild – 1:45 (Ray Edenton, Don Winters) – Bonus track
14. Cajun Born – 3:19 (Jo-El Sonnier, Kermit Goell) – Bonus track

## Musicisti
Amarillo
- Emmylou Harris - voce
- James Burton - chitarra elettrica
- Brian Ahern - chitarra acustica
- Hank DeVito - chitarra pedal steel
- Herb Pedersen - banjo, supporto vocale
- Glen D. Hardin - pianoforte
- Micky Raphael - armonica
- Emory Gordy - basso
- John Ware - batteria
- Linda Ronstadt - supporto vocale

Together Again
- Emmylou Harris - voce
- James Burton - chitarra elettrica
- Brian Ahern - chitarra acustica
- Hank DeVito - chitarra pedal steel
- Glen D. Hardin - pianoforte, arrangiamenti strumenti a corda
- Emory Gordy - basso
- John Ware - batteria
- Dianne Brooks - supporto vocale
- Fayssoux Starling - supporto vocale

Feelin' Single, Seein' Double
- Emmylou Harris - voce
- James Burton - chitarra elettrica
- Brian Ahern - chitarra acustica
- Hank DeVito - chitarra pedal steel
- Herb Pedersen - banjo, supporto vocale
- Micky Raphael - armonica
- Glen D. Hardin - pianoforte
- Emory Gordy - basso
- John Ware - batteria
- Bernie Leadon - supporto vocale

Sin City
- Emmylou Harris - voce
- James Burton - chitarra elettrica
- Bernie Leadon - chitarra acustica
- Brian Ahern - chitarra acustica
- Hank DeVito - chitarra pedal steel
- Byron Berline - mandolino
- Glen D. Hardin - pianoforte
- Emory Gordy - basso
- John Ware - batteria
- John Starling - supporto vocale
- Herb Pedersen - supporto vocale

One of These Days
- Emmylou Harris - voce, chitarra acustica
- James Burton - chitarra elettrica
- Brian Ahern - chitarra acustica
- Hank DeVito - chitarra pedal steel
- Herb Pedersen - banjo, supporto vocale
- Byron Berline - mandolino
- Glen D. Hardin - pianoforte
- Emory Gordy - basso
- John Ware - batteria
- Jonathan Edwards - supporto vocale

Till I Gain Control Again
- Emmylou Harris - voce
- James Burton - chitarra elettrica
- Rick Cunha - chitarra acustica
- Brian Ahern - chitarra acustica
- Ben Keith - chitarra pedal steel
- Bill Payne - pianoforte
- Glen D. Hardin - pianoforte elettrico
- Emory Gordy - basso
- Ron Tutt - batteria
- Linda Ronstadt - supporto vocale
- Jonathan Edwards - supporto vocale
- Fayssoux Starling - supporto vocale
- Nick DeCaro - arrangiamenti strumenti a corda

Here, There and Everywhere
- Emmylou Harris - voce
- Amos Garrett - chitarra elettrica
- Herb Pedersen - chitarra acustica
- Brian Ahern - chitarra acustica
- Ben Keith - chitarra pedal steel
- Micky Raphael - armonica
- Bill Payne - pianoforte
- Fayssoux Starling - supporto vocale
- Dianne Brooks - supporto vocale
- Nick DeCaro - arrangiamenti strumenti a corda

Ooh Las Vegas
- Emmylou Harris - voce
- James Burton - chitarra elettrica
- Rodney Crowell - chitarra ritmica, supporto vocale
- Hank DeVito - chitarra pedal steel
- Glen D. Hardin - pianoforte
- Byron Berline - fiddle
- Emory Gordy - basso, supporto vocale
- John Ware - batteria

Sweet Dreams
- Emmylou Harris - voce, chitarra acustica
- James Burton - chitarra elettrica
- Bernie Leadon - chitarra acustica
- Hank DeVito - chitarra pedal steel
- Glen D. Hardin - pianoforte
- Emory Gordy - basso
- John Ware - batteria
- Rodney Crowell - supporto vocale
- Herb Pedersen - supporto vocale

Jambalaya (On The Bayou)
- Emmylou Harris - voce, chitarra acustica
- James Burton - chitarra elettrica
- Brian Ahern - chitarra acustica
- Hank DeVito - chitarra pedal steel
- Byron Berline - fiddle
- Glen D. Hardin - pianoforte
- Emory Gordy - basso
- John Ware - batteria
- Herb Pedersen - supporto vocale
- Fayssoux Starling - supporto vocale

Satan's Jewel Crown
- Emmylou Harris - voce, chitarra acustica
- John Starling - chitarra acustica, supporto vocale, arrangiamenti
- Mike Auldridge - dobro
- Brian Ahern - basso
- Fayssoux Starling - supporto vocale, arrangiamenti

Wheels
- Emmylou Harris - voce
- James Burton - chitarra elettrica
- Brian Ahern - chitarra acustica
- Hank DeVito - chitarra pedal steel
- Glen D. Hardin - pianoforte
- Emory Gordy - basso
- John Ware - batteria
- Jonathan Edwards - supporto vocale
- Herb Pedersen - supporto vocale

Note aggiuntive
- Brian Ahern - produttore (per la Happy Sack Productions)
- Registrato e mixato al The Enactron Truck (studio mobile), Beverly Hills, California, giugno 1975
- Brian Ahern, Bradley Hartman, Stuart Taylor, Miles Wilkinson e Rudy Hill - ingegneri delle registrazioni
- Ringraziamenti speciali a: Glen D. Hardin e Bob Hunka[9]

## Classifica
Album
| Anno | Classifica         | Posizione raggiunta |
| ---- | ------------------ | ------------------- |
| 1976 | Top Country Albums | 1                   |

Singoli
| Anno | Titolo del brano  | Classifica        | Posizione raggiunta |
| ---- | ----------------- | ----------------- | ------------------- |
| 1976 | Together Again    | Hot Country Songs | 1                   |
| 1976 | One of These Days | Hot Country Songs | 3                   |
| 1976 | Sweet Dreams      | Hot Country Songs | 1                   |